# Szupernóva-maradvány

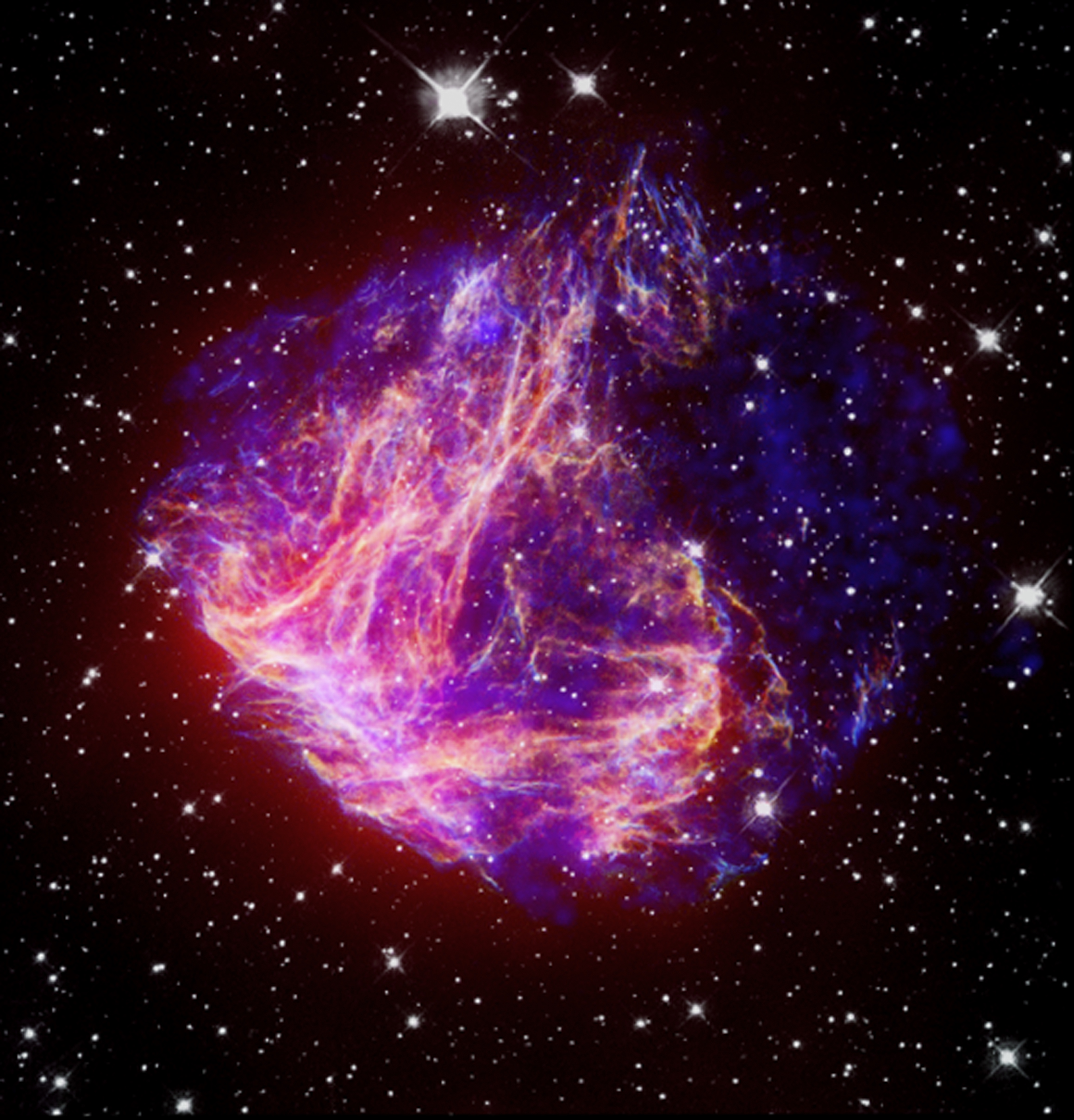
A Nagy Magellán-Felhő legismertebb szupernóva-maradványa, az N49

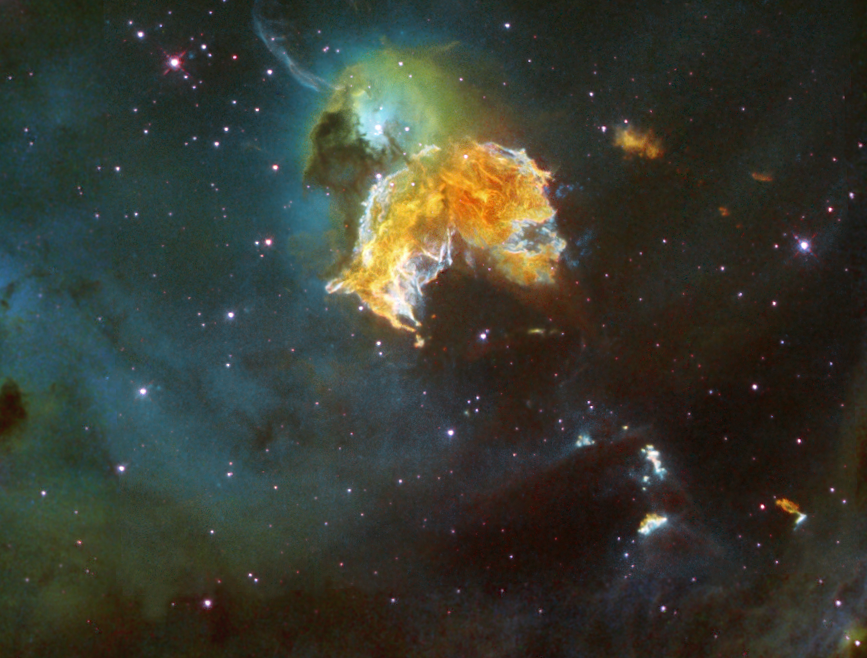
Az N69A szupernóva-maradvány a Nagy Magellán-Felhőben

A szupernóva-maradvány (angolul supernova remnant, SNR) izzó gázfelhő, mely egy csillag szupernóvaként történő fellángolása után képződik a csillag lerobbant külső rétegeiből. A robbanás hatására a maradványt határoló lökéshullám beleütközik a környező csillagközi gázba (ennek nagy része a csillag által, csillagszél formájában előzőleg ledobott anyag), felizzik, majd folyamatosan tágulva néhány tízezer évig marad látható, miközben lelassul, lehűl, és szétoszlik a környezetben. A felhő közepén gyakran megfigyelhető a csillag magjából képződött pulzár, neutroncsillag, vagy fekete lyuk, de ez az esetek egy részénél (a robbanás aszimmetrikus mivolta miatt) igen nagy sebességgel kidobódik a felhőből. A legismertebb szupernóva-maradvány a Rák-köd.